# Genom en mörk och villsam värld
Genom en mörk och villsam värld är en psalm med text skriven 1903 av Frank M North och musik hämtad ur Gardiner´s Sacred melodies från 1815. Texten översattes till svenska 1987 av Gun-Britt Holgersson.

## Publicerad i
- Segertoner 1988 som nr 540 under rubriken "Att leva av tro - Förtröstan - trygghet".[1]